# Lee Mendelson
Pour les articles homonymes, voir Mendelson.
Lee Mendelson (né à San Francisco en Californie le 24 mars 1933 et mort le 25 décembre 2019 à Hillsborough (Californie)) est un producteur, réalisateur et scénariste américain connu pour son travail sur les dessins animés basés sur les comic strip Peanuts et Garfield. 
Il est le fondateur et directeur de la Lee Menselson Film Productions, Inc, société avec laquelle il a remporté de nombreuses distinctions.

## Biographie
Lee Mendelson est né le 24 mars 1933 à San Francisco dans l'État de Californie aux États-Unis. Son père est agriculteur et sa mère, femme au foyer.
En 1950, il est accepté à l'université Stanford en Californie où il étudie l'écriture créative ainsi que la littérature shakespearienne,. En 1954, il obtient un B.A. et finit ainsi ses études.
Après l'université, Lee Mendelson s'engage dans l'Air Force comme navigateur en 1954. Il y obtient le grade de lieutenant et reçoit un Commendation Ribbon, décoration décernée pour ses années de service. En 1957, trois ans après s’être engagé dans l’armée, il rentre en Californie pour travailler avec son père dans l'exploitation familiale,.
En 1961, à l'âge de 28 ans, Lee Mendelson obtient son premier travail dans le domaine de la télévision en tant que producteur de flash publicitaires d'information publique pour KPIX-TV, chaîne de télévision californienne du groupe CBS basée à San Francisco.
Entre 1961 et 1963, il travaille pour KPIX, comme producteur et scénariste. Son travail sera récompensé en 1962 par un Peabody Award pour sa série documentaire San Francisco Pageant, série qui raconte l'histoire de différentes personnalités, quartiers et monuments de Californie,.
En 1963, Lee Mendelson crée sa propre société de production, la Lee Menselson Film Productions, Inc, avec laquelle il connaîtra de nombreux succès, notamment à la suite de sa collaboration avec Charles M. Schulz sur de nombreux dessins animés tirés du comic strip Peanuts.

### Carrière
La carrière de Lee Mendelson a été profondément marquée par la collaboration avec Charles M. Schulz, créateur des Peanuts, et Bill Meléndez, animateur des personnages de la série télévisée du nom. En 1965, il produit le documentaire Charlie Brown & Charles Schulz sur la vie de Schulz et l'invention des personnages des Peanuts. Le succès de ce documentaire, nommé aux Emmy Awards en 1969, marque le début d'une collaboration qui durera trente-huit ans et qui, grâce au travail d'animation de Bill Meléndez, donnera naissance à plus de 40 épisodes saisonniers (ou television specials) des Peanuts,.

## Prix et distinctions

### Emmy Awards
Mendelson obtient de nombreux Emmy Awards en tant que producteur et producteur exécutif. Les productions suivantes, diffusées sur NBC et CBS, ont toutes été récompensées par un Emmy,.
- A Charlie Brown Christmas (1965)
- John Steinbeck's America and Americans (1967)
- A Charlie Brown Thanksgiving (1973)
- You're a Good Sport, Charlie Brown (1975)
- Happy Anniversary, Charlie Brown (1976)
- Life is A Circus, Charlie Brown (1980)
- Garfield on the Town (1983)
- Garfield in the Rough (1984)
- Garfield's Halloween Adventure (1985)
- Cathy (1987)
- Garfield's Babes and Bullets (1989)

### Peabody Awards
Lee Mendelson obtient plusieurs Peabody Awards pour les productions suivantes, diffusées sur NBC et CBS, :
- San Francisco Pageant (1962)
- A Charlie Brown Christmas (1965)
- Hot Dog - 13 Week Series (1970)
- What Have We Learned, Charlie Brown? (1983)